# Dioclea latifolia
Dioclea latifolia är en ärtväxtart som beskrevs av George Bentham. Dioclea latifolia ingår i släktet Dioclea och familjen ärtväxter. Inga underarter finns listade i Catalogue of Life.